# Braux (Côte-d’Or)
Braux – miejscowość i gmina we Francji, w regionie Burgundia-Franche-Comté, w departamencie Côte-d’Or.
Według danych na rok 1990 gminę zamieszkiwało 146 osób, a gęstość zaludnienia wynosiła 11 osób/km² (wśród 2044 gmin Burgundii Braux plasuje się na 765. miejscu pod względem liczby ludności, natomiast pod względem powierzchni na miejscu 732.).